# Paper Girls (série télévisée)
Paper Girls est une série télévisée américaine en huit épisodes d'environ 44 minutes créée, coécrite et coproduite par Stephany Folsom, basée sur les Comics du même nom écrits par Brian K. Vaughan et illustrés par Cliff Chiang, édités depuis 2015 chez Image Comics, et mise en ligne le 29 juillet 2022 sur Prime Video.

## Synopsis
En 1988, au lendemain d'Halloween, Erin, Mac, Tiffany et KJ, livreuses de journaux, sont prises entre les feux croisés de voyageurs du temps. Propulsées en 2019, les jeunes filles vont alors tenter de retourner dans le passé pour sauver l'univers. Ce faisant, elle découvrent leurs devenirs en différentes années, tout en échappant à une faction des voyageurs du temps (l'ancienne Garde) et se faisant aider par l'autre (la SPF - Section de Protection du Futur - Underground).

## Distribution
- Sofia Rosinsky (VF : Adeline Chetail) : Mackenzie « Mac » Coyle
- Camryn Jones (VF : Valérie Bescht) : Tiffany Quilkin
  - Sekai Abenì (VF : Flora Kaprielian) : Tiffany adulte
- Riley Lai Nelet (VF : Emmylou Homs) : Erin Tieng
  - Ali Wong (VF : Bénédicte Bosc) : Erin adulte
- Fina Strazza (VF : Lila Lacombe) : Karina J. « KJ » Brandman
  - Delia Cunningham : KJ adulte
- Nate Corddry (VF : Sébastien Desjours) : Larry Radakowski
- Meg Thalken : Meemaw Radakowski
- Adina Porter : Prieure
- Celeste Arias (VF : Céline Melloul) : Juniper Plimpton
- Kai Young : Heck
- Daniel Rashid : Heck no 2
- William Bennett : Naldo
- Jason Mantzoukas (VF : Ludovic Baugin) : Grand-père
- Cliff Chamberlain (VF : Yann Sundberg) : Dylan Coyle, frère de Mac
- Marcus Truschinski : Ronald Reagan
Version française
  - Société de doublage : Deluxe Media Paris
  - Direction artistique : Philippa Roche
  - Adaptation des dialogues : Juliane Daudan, Sarah Taffin

 Source et légende : version française (VF) sur RS Doublage

## Production
Le 9 septembre 2022, la série est annulée faute d'audience.

## Épisodes
1. Quoi de neuf, docteur ? (Growing Pains)
2. Weird Al est mort (Weird Al Is Dead)
3. Les langues bleues ne mentent jamais (Blue Tongues Don't Lie)
4. Il n'a jamais été question de maïs (It Was Never About the Corn)
5. Une nouvelle ère (A New Period)
6. Projection (Matinée)
7. Un genre de poubelle béante dans le ciel (Some Kind of Burping Trash Hole)
8. C'est terminé (It B Over)

## Accueil

### Réception critique
Sauf indication contraire, les informations mentionnées dans cette section peuvent être confirmées par les bases de données cinématographiques IMDb et Allociné,  présentes dans la section « Liens externes ».
- La série est notée 3,1 sur 5 par les téléspectateurs sur le site d'Allociné.
- La série est notée 6,7 sur 10 sur le site d'IMDb.